# Slovotvorba
Slovotvorba je nauka o tvoření slov, obohacování slovní zásoby. Popisuje způsoby tvoření slov, slovotvornou stavbu slova a slovotvorné vztahy k jiným slovům.
K tomu dochází následovně:
- Tvořením nových slov:[1]
  - derivace – odvozování pomocí afixů (předpon, přípon, koncovek): les – les-ní, pra-les,
  - kompozice – skládání: velko-město, vysoko-školský,
  - konverze – převod slov mezi slovními druhy beze změny tvaru: nemocný (z adjektiva vzniká substantivum), panečku (ze substantiva vznikne interjekce); běžné např. v angličtině nebo čínštině.
  - univerbizace – tvoření jednoslovných výrazů ze slovních spojení: zubní lékař – zubař
  - abreviace – tvoření zkratek a zkratkových slov: Česká republika – ČR.
- Tvořením sousloví: skok o tyči, Poslanecká sněmovna, obchodní dům.
- Přejímáním slov z cizích jazyků: sporožiro, magistrála, rifle, film, play off, internet.
- Překládáním slov z cizích jazyků (kalkování): obiectum – předmět, skyscraper – mrakodrap.
- Přenášením slovního významu: buď metaforicky (hvězda na obloze: filmová hvězda) nebo metonymií (poštovní známka: známka ve škole).